# Сонер Демірташ
Сонер Демірташ (тур. Soner Demirtaş; нар. 25 червня 1991, Токат, провінція Токат) — турецький борець вільного стилю, бронзовий призер чемпіонату світу, триразовий чемпіон та дворазовий бронзовий призер чемпіонатів Європи, срібний призер Європейських ігор, бронзовий призер Олімпійських ігор.

## Біографія

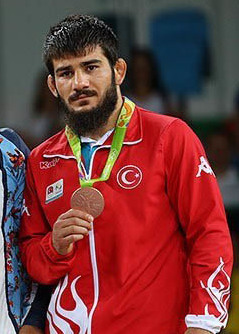
Сонер Демірташ на подіумі літніх Олімпійських ігор 2016 року в Ріо-де-Жанейро

Народився у місті Токат 25 червня 1991 року в родині м'ясника. Боротьбою почав займатися з 2004 року. Троє його братів теж займаються боротьбою. Виступає за борцівський клуб «Bueyueksehir Beledenyi» зі Стамбула. Був віце-чемпіоном світової та європейської першостей 2010 року серед юніорів. Є студентом факультету фізичного виховання і спорту в університеті Караманоглу Мехмет-бея в місті Караман.

## Спортивні результати на міжнародних змаганнях

### Виступи на Олімпіадах
| Змагання                    | Збірна    | Вагова категорія          | Місце  |
| --------------------------- | --------- | ------------------------- | ------ |
| Літні Олімпійські ігри 2016 | Туреччина | вільна боротьба, до 74 кг | Бронза |

### Виступи на Чемпіонатах світу
| Змагання                        | Збірна    | Вагова категорія          | Місце  |
| ------------------------------- | --------- | ------------------------- | ------ |
| Чемпіонат світу з боротьби 2013 | Туреччина | вільна боротьба, до 74 кг | 19     |
| Чемпіонат світу з боротьби 2014 | Туреччина | вільна боротьба, до 74 кг | 20     |
| Чемпіонат світу з боротьби 2015 | Туреччина | вільна боротьба, до 74 кг | 15     |
| Чемпіонат світу з боротьби 2017 | Туреччина | вільна боротьба, до 74 кг | Бронза |
| Чемпіонат світу з боротьби 2018 | Туреччина | вільна боротьба, до 74 кг | 5      |
| Чемпіонат світу з боротьби 2019 | Туреччина | вільна боротьба, до 74 кг | 12     |
| Чемпіонат світу з боротьби 2022 | Туреччина | вільна боротьба, до 74 кг | 5      |

### Виступи на Чемпіонатах Європи
| Змагання                         | Збірна    | Вагова категорія          | Місце  |
| -------------------------------- | --------- | ------------------------- | ------ |
| Чемпіонат Європи з боротьби 2012 | Туреччина | вільна боротьба, до 74 кг | 5      |
| Чемпіонат Європи з боротьби 2013 | Туреччина | вільна боротьба, до 74 кг | 14     |
| Чемпіонат Європи з боротьби 2014 | Туреччина | вільна боротьба, до 74 кг | Бронза |
| Чемпіонат Європи з боротьби 2016 | Туреччина | вільна боротьба, до 74 кг | Золото |
| Чемпіонат Європи з боротьби 2017 | Туреччина | вільна боротьба, до 74 кг | Золото |
| Чемпіонат Європи з боротьби 2018 | Туреччина | вільна боротьба, до 74 кг | Золото |
| Чемпіонат Європи з боротьби 2020 | Туреччина | вільна боротьба, до 74 кг | Бронза |
| Чемпіонат Європи з боротьби 2022 | Туреччина | вільна боротьба, до 74 кг | 8      |
| Чемпіонат Європи з боротьби 2023 | Туреччина | вільна боротьба, до 74 кг | Бронза |

### Виступи на Європейських іграх
| Змагання              | Збірна    | Вагова категорія          | Місце  |
| --------------------- | --------- | ------------------------- | ------ |
| Європейські ігри 2015 | Туреччина | вільна боротьба, до 74 кг | Срібло |
| Європейські ігри 2019 | Туреччина | вільна боротьба, до 74 кг | Срібло |

### Виступи на Кубках світу
| Змагання                    | Збірна    | Вагова категорія          | Місце |
| --------------------------- | --------- | ------------------------- | ----- |
| Кубок світу з боротьби 2015 | Туреччина | вільна боротьба, до 74 кг | 8     |
| Кубок світу з боротьби 2016 | Туреччина | вільна боротьба, до 74 кг | 8     |

### Виступи на інших змаганнях
| Змагання                                                         | Збірна    | Вагова категорія          | Місце  |
| ---------------------------------------------------------------- | --------- | ------------------------- | ------ |
| Вогні Москви 2011                                                | Туреччина | вільна боротьба, до 74 кг | 4      |
| Турнір Яшара Догу 2012                                           | Туреччина | вільна боротьба, до 74 кг | Срібло |
| Олімпійський кваліфікаційний турнір з боротьби 2012 (Тайюань)    | Туреччина | вільна боротьба, до 74 кг | 5      |
| Меморіал Вацлава Циолковського 2012                              | Туреччина | вільна боротьба, до 74 кг | Бронза |
| Чемпіонат світу з боротьби серед студентів 2012                  | Туреччина | вільна боротьба, до 74 кг | 8      |
| Турнір Яшара Догу 2013                                           | Туреччина | вільна боротьба, до 74 кг | Срібло |
| Турнір Алі Алієва 2013                                           | Туреччина | вільна боротьба, до 74 кг | Золото |
| Середземноморські ігри 2013                                      | Туреччина | вільна боротьба, до 74 кг | Золото |
| Меморіал Вацлава Циолковського 2013                              | Туреччина | вільна боротьба, до 74 кг | 10     |
| Вогні Москви 2013                                                | Туреччина | вільна боротьба, до 74 кг | 4      |
| Турнір Яшара Догу 2014                                           | Туреччина | вільна боротьба, до 74 кг | Бронза |
| Турнір Дана Колова — Николи Петрова 2014                         | Туреччина | вільна боротьба, до 74 кг | Бронза |
| Турнір Олександра Медведя 2014                                   | Туреччина | вільна боротьба, до 74 кг | Срібло |
| Турнір Яшара Догу 2015                                           | Туреччина | вільна боротьба, до 74 кг | Срібло |
| Меморіал Вацлава Циолковського 2015                              | Туреччина | вільна боротьба, до 74 кг | 16     |
| Кубок Алроси 2015                                                | Туреччина | вільна боротьба, до 74 кг | 5      |
| Золотий Гран-прі з боротьби 2015                                 | Туреччина | вільна боротьба, до 74 кг | 5      |
| Турнір Яшара Догу 2016                                           | Туреччина | вільна боротьба, до 74 кг | Бронза |
| Турнір Олександра Медведя 2016                                   | Туреччина | вільна боротьба, до 74 кг | Бронза |
| Олімпійський кваліфікаційний турнір з боротьби 2016 (Зренянин)   | Туреччина | вільна боротьба, до 74 кг | 9      |
| Олімпійський кваліфікаційний турнір з боротьби 2016 (Улан-Батор) | Туреччина | вільна боротьба, до 74 кг | Золото |
| Ігри ісламської солідарності 2017                                | Туреччина | вільна боротьба, до 74 кг | Срібло |
| Турнір Дана Колова — Николи Петрова 2018                         | Туреччина | вільна боротьба, до 74 кг | Срібло |
| Турнір Дана Колова — Николи Петрова 2019                         | Туреччина | вільна боротьба, до 74 кг | 7      |
| Всесвітні ігри військовослужбовців 2019                          | Туреччина | вільна боротьба, до 74 кг | Бронза |
| Турнір Маттео Пелліцоне 2020                                     | Туреччина | вільна боротьба, до 74 кг | Срібло |
| Київський Міжнародний турнір з боротьби 2021                     | Туреччина | вільна боротьба, до 74 кг | Срібло |
| Європейський олімпійський кваліфікаційний турнір з боротьби 2021 | Туреччина | вільна боротьба, до 74 кг | 13     |
| Світовий олімпійський кваліфікаційний турнір з боротьби 2021     | Туреччина | вільна боротьба, до 74 кг | 12     |
| Турнір Яшара Догу 2022                                           | Туреччина | вільна боротьба, до 74 кг | Золото |
| Турнір Ібрагіма Мустафи 2023                                     | Туреччина | вільна боротьба, до 74 кг | Бронза |

### Виступи на змаганнях молодших вікових груп
| Змагання                                       | Збірна    | Вагова категорія          | Місце  |
| ---------------------------------------------- | --------- | ------------------------- | ------ |
| Чемпіонат Європи з боротьби серед юніорів 2010 | Туреччина | вільна боротьба, до 74 кг | Срібло |
| Чемпіонат світу з боротьби серед юніорів 2010  | Туреччина | вільна боротьба, до 74 кг | Срібло |
| Чемпіонат Європи з боротьби серед кадетів 2008 | Туреччина | вільна боротьба, до 63 кг | 13     |